# Ikarus 270
Az Ikarus 270 az Ikarus Karosszéria- és Járműgyár luxus biztonsági, távolsági autóbusz prototípusa volt, amelyből egyetlen kísérleti példány készült.

## Története
A 270-es típus közvetlen elődjének a hatvanas években elkészített Ikarus 550 mondható, melyet Finta László tervei alapján építettek. Ez a jármű már emelt padlószinttel és egyéb, korát meghaladó műszaki megoldások sorával készült. Amikor megindult az Ikarus 260-as és 280-as típusok gyártása, Finta előrukkolt egy általa Safety néven emlegetett tanulmányautóbusz tervével. Ennek a tervnek a megvalósítása azonban csak 1975-ben történhetett meg, Boda Iván vezetésével, amikor a 200-as család sorozatgyártása igazi sikereket ért el.
Az elkészült jármű rengeteg próbafutáson és vizsgálaton eset keresztül, lévén, hogy tanulmányi járműnek szánták egyáltalán nem is kímélték. A tesztek után az autóbusz megjárt egy sor bemutatót és kiállítást, többek között a Budapesti Nemzetközi Vásárt is, majd az Ikarus tulajdonaként a gyárudvarra került. Fizetőképes érdeklődő hiányában sorozatgyártásra nem került sor, illetve pár évvel később a prototípust is elbontották. Azonban a jármű révén szerzett tapasztalat és az elsőként ott használt megoldások egy sor későbbi Ikarus típusban alkalmazásra kerültek. Ilyen például a 254-es típus és gyakorlatilag a teljes 300-as sorozat.
Egyedi jellege, minősége és luxus felszereltsége miatt, a kor sajtója repülőgépekhez hasonlította.

## Kialakítása
A jármű mérnökei számos téren rendhagyó, néhol forradalmi megoldásokat alkalmaztak annak tervezésekor, megépítésekor. Ezek legtöbbje, még ha nem is mindet az Ikarus jegyezte, a mai napig visszaköszön a modern távolsági és turista autóbuszokon.

### Megjelenés, külső jegyek
A jármű minden bizonnyal legszembetűnőbb tulajdonsága a homlokfal különleges elrendezése, amely oldalról nézve egy lépcsős sziluettet kölcsönöz az autóbusznak. A kialakítás szerves része, hogy a vezetőfülke mintegy fél méterrel az utastér alá került, amelynek oka a sofőr „fölényesség érzetének” megszüntetése vagy legalábbis mérséklése volt. További látványos kivitelezési elem a jármű puszta magassága is, amely két faktornak köszönhetően került ilyen kialakításra. Egyrészt távolsági buszoknál az elvárási listán szerepelt a csomagok, poggyász tárolásának lehetősége, amelyet így a tetőn való elhelyezés vagy utánfutó vontatás helyett az utastér alatt lehetett megoldani. Ez a megoldás nem a 270-es típus, de még csak nem is az Ikarus ötlete volt, ugyanakkor ekkora csomagtér, a korban ritkaságszámba ment. Másrészt a megemelt utastér kikerült a jármű aktív ütközési zónájából, ezzel is növelve a biztonságot. Ezeken felül szembetűnő még a jármű tetején, hátul elhelyezkedő légkondicionáló berendezés is, amely a hetvenes évek közepén még szintén, jócskán ritkaságnak, illetve a luxus védjegyének számított.
Azonban talán még mindezeknél is sokkal szembetűnőbb a jármű elülső lökhárítója, amely mintegy 26 centiméterre nyúlik előre az autóbusz homokfalának vonalától. Ez, az egyébként az Ikarus mérnökei által szabadalmaztatott megoldás három fokozatban védi a járművet és annak utasait:
1. A lökhárító felületét borító, habkockák, amelyek a kisebb koccanások elnyeléséért felelősek.
2. Nyomásszabályzott, pneumatikus munkahengerek, amelyek ütközés esetén a teljes lökhárítót engedték hátrafelé mozdulni, miközben az ütés erejének nagy részét el is nyelték.
3. Habanyaggal feltöltött alumínium, amely a nagy erejű ütközések kezelésére szolgált.

A rendszer nagy előnye amellett, hogy csillapítja a járműre gyakorolt ütközési energiát az, hogy a teljes jármű, hátrafelé való elmozdulásának, így pedig további baleset okozásnak az esélyét is jelentősen csökkentette.

### Beltér, belső kialakítás
A még laikus számára is feltűnő kialakítások nem maradtak a járműszekrényen kívül, mivel az utastéren belül is szép számmal alkalmaztak forradalmi és/vagy úttörő megoldásokat. A jármű teljes belterét, oldalfalastul, oszlopostul és mennyezetestül energiaelnyelő párnázás fedte be. A jármű mind a 28 ülése is úgy lett kialakítva, hogy ütközés esetén csökkentse az utasra zúduló energiát. Ugyancsak ritkaság számba ment a magyar utakon, hogy egy autóbuszban minden utas biztonságáról övek gondoskodnak. A biztonsági öv csak évekkel később vált kötelező elemmé Magyarországon.
Az utasok kényelméről a klíma mellett gondoskodott a jármű leghátuljában található mosdó, büfé, hűtőszekrény és ruhatár, melyek összessége volt a fő oka a repülőgépekhez való hasonlításhoz. Ezenfelül pedig a 28-ból 6 db ülés, szintén a jármű hátuljában, de még a vizesblokk előtt, 90°-kal a folyosó felé fordított, fotelszerű szék volt, italtartókkal ellátva.

### Egyéb, műszaki megoldások
Bár nem annyira szembetűnő, de a jármű oldalsó ablakainak felülete is meg lett növelve a 200-as család többi tagjáéhoz képest, ezzel növelve az utasok komfortérzetét. Ráadásul körbe, minden egyes ablaküveg hővédő réteggel is rendelkezett.
A sofőr biztonságát szolgálta egy szintén forradalmi megoldás, a csuklós kialakítású kormányrúd, mely ütközés esetén elhajlott, ezzel mérsékelve a járművezető esetleges sebesüléseit. Az Ikarus 270-es megerősített vázszerkezettel is ellátták, amely hatékonyan védte az oldalirányú ütközésektől, ennek kialakításához az Ikarus 550-es típusból szerzett tapasztalatokból merítettek ötletet. Emellett minden egyes ablakoszlop aktív része volt a borulókeretnek is, míg a tetőn található vészkijáratok még a legzordabb roncsolódás után is nyithatóak maradtak.